# AMR (кодування звуку)
AMR (англ. Adaptive Multi Rate, адаптивне кодування з перемінною швидкістю) — формат кодування звукових файлів, спеціально призначений для стиснення сигналу в голосовому діапазоні частот. Стандартизований ETSI. Використання AMR дозволяє забезпечити високу ємність мережі одночасно з високою якістю передачі голосу.